# Incheon-Brücke
Die Incheon-Brücke ist ein Brückenzug in Südkorea mit einer Gesamtlänge von 12,3 km. Die Hauptbrücke, eine Schrägseilbrücke mit maximal 800 m Stützweite, ist die weltweit fünftgrößte. Die längste Brücke Südkoreas wurde nach etwas mehr als vier Jahren Bauzeit am 26. Oktober 2009 offiziell eröffnet.
Die Straßenbrücke überspannt eine Wattenbucht des Gelben Meeres und verbindet mit drei Fahrstreifen für jede Richtungsfahrbahn New Songdo City, einen bis 2020 entstehenden Stadtteil von Incheon, mit dem Flughafen Incheon auf der Insel Yeongjongdo.

## Konstruktion
Die Schrägseilbrücke besitzt eine Gesamtstützweite von 1480 m. Die mittlere Öffnung weist eine Stützweite von 800 m auf, beidseitig schließen sich Felder von jeweils 260 m und 80 m Spannweite an. Die Durchfahrtshöhe für Schiffe beträgt 74 m. Der 31,4 m breite Fahrbahnträger besitzt einen stählernen Hohlkasten mit einem Stahlverbundquerschnitt. Die 238,5 m hohen Pylone haben in Querrichtung die Form eines λ und bestehen aus Stahlbeton. Es sind zwei Seilebenen vorhanden, die am Rand des Brückenträgers verankert sind.
Beidseitig schließen sich an die zweihüftige Schrägseilbrücke jeweils 889 m lange Rampenbrücken mit jeweils einem Überbau für eine Richtungsfahrbahn an. Die Stützweiten betragen 82 m, 5 × 145 m und 82 m. Die Konstruktion wurde im Freivorbau mit an Land hergestellten Spannbeton-Fertigteilen errichtet; die schwersten Fertigteile haben ein Gewicht von 1400 Tonnen. Die Anfangs- beziehungsweise Endabschnitte des Brückenzuges spannen 50 m weit und bestehen pro Brückenfeld aus je einem Spannbetonfertigteil für eine Fahrtrichtung.